# Malasia en los Juegos Olímpicos de la Juventud 2018
Malasia participó en los Juegos Olímpicos de la Juventud 2018 en Buenos Aires, Argentina, celebrados entre el 6 y el 18 de octubre de 2018. La delegación estuvo conformada por 20 atletas en 8 disciplinas deportivas. Obtuvo dos medallas doradas en las justas.

## Medallero
| Medalla        | Nombre | Deporte             | Evento              | Fecha         |
| -------------- | --- | ------------------- | ------------------- | ------------- |
| Medalla de oro | Goh Jin Wei | Bádminton           | Individual femenino | 12 de octubre |
| Medalla de oro | Hamiz Ahir Shahrul Saupi Amirul Azahar Arif Ishak Syarman Mat Kamaruzaman Kamarudin Muhibuddin Moharam Firdaus Rosdi Akhimullah Anuar | Hockey sobre césped | Torneo masculino    | 14 de octubre |

### Medallistas en eventos mixtos
| Medalla          | Nombre              | Deporte  | Evento                    | Fecha         |
| ---------------- | ------------------- | -------- | ------------------------- | ------------- |
| Medalla de plata | Rayna Hoh Khai Ling | Gimnasia | Equipo multidisciplinario | 10 de octubre |

### General
| Presea        | Medalla de oro | Medalla de plata | Medalla de bronce | Total |
| ------------- | -------------- | ---------------- | ----------------- | ----- |
| TOTAL OFICIAL | 2              | 0                | 0                 | 2     |